# Osama El-Sernegawi
Osama El-Sernegawi es un deportista egipcio que compitió en levantamiento de potencia adaptado. Ganó tres medallas en los Juegos Paralímpicos de Verano entre los años 2000 y 2008.

## Palmarés internacional
| Juegos Paralímpicos | Juegos Paralímpicos | Juegos Paralímpicos | Juegos Paralímpicos |
| Año                 | Lugar               | Medalla             | Categoría           |
| ------------------- | ------------------- | ------------------- | ------------------- |
| 2000                | Sídney (Australia)  | Medalla de plata    | –52 kg              |
| 2004                | Atenas (Grecia)     | Medalla de oro      | –52 kg              |
| 2008                | Pekín (China)       | Medalla de plata    | –52 kg              |